# Интерполимерные комплексы
Интерполимерные комплексы (ИПК) это продукты кооперативных нековалентных взаимодействий комплементарных разнородных макромолекул в растворах. Различают 4 типа таких комплексов:
1. Полиэлектролитные комплексы (ПЭК) или интерполиэлектролитные комплексы (ИПЭК)[3].
2. ИПК, образованные посредством водородных связей[4].
3. Стереокомплексы[5].
4. Комплексы с переносом заряда[6].

## Закономерности образования и структура ИПК
ИПК могут быть получены либо путём смешения комплементарных макромолекул в растворах, либо посредством матричной полимеризации. Возможно также получение ИПК на границе жидких растворов, а также на твердых и мягких поверхностях. Как правило, структура образующихся ИПК зависит от множества факторов, таких как концентрация растворов, природа растворителя, температура, рН растворов, присутствие низкомолекулярных солей и т. д. При смешении разбавленных растворов полимеров ИПК обычно образуются в виде коллоидных частиц, в то время как использование более концентрированных растворов приводит к образованию гелей.

## Методы исследования ИПК
Методы исследования ИПК включают в себя (1) подходы для установления факта комплексообразования и составов образующихся поликомплексов в растворах, (2) подходы для изучения структуры поликомплексов, а также (3) методы исследования поликомплексов в твёрдом состоянии.

## Применения ИПК
- В фармацевтике для изготовления лекарственных форм[9][10][11][12].
- Нанесение покрытий на поверхности, например, методом послойного нанесения (layer-by-layer deposition)[13].
- Получение полупроницаемых мембран и плёнок[14].
- Структурирование почв для защиты от эррозии[15].
- В технологиях капсулирования[16].